# 米爾斯奧查茲 (加利福尼亞州)
米爾斯奧查茲（英語：Mills Orchards）是位於美國加利福尼亞州科盧薩縣的一個非建制地區。該地的面積和人口皆未知。

## 地理
米爾斯奧查茲的座標為39°16′39″N 122°16′30″W / 39.27750°N 122.27500°W，而該地的平均海拔高度為48米（即157英尺）。